# Бонифаций VIII
Папа Бонифаций VIII (на латински: Bonifacius P.P. VIII), роден под името Бенедето Каетани (на италиански: Benedetto Caetani или Gaetani) е глава на римокатолическата църква от 1297 до 1303 г., 193-тия папа в традиционното броене. Често заклеймяван от историци като жесток и корумпиран тиранин, Бонифаций VIII управлява във време на конфликти, както религиозни, така и политически. Най-силно изявения поддръжник на идеята за върховенство на Църквата, голяма част от понтификата си посвещава на помиряването на враждуващите християни. Противник на Филип IV Хубави, от когото бива жестоко унизен в последните дни от живота си. Умира в Рим на 11 октомври 1303 г.

## Ранни години
Бенедето Каетани е роден около 1235 г. в Анани, петдесетина километра югоизточно от Рим, най-малкият син на благородника Лофредо Каетани от дребното благородническо семейство Каетани. Първите си стъпки в духовния живот предприема, когато е изпратен в манастира на монасите Минорити във Валетри, където е под грижата на вуйчо си, брат Леонардо Патрасо. Като юноша става каноник на кардинала на Анани. Когато през 1252 г. неговият чичо, Пиетро Каетани, станава епископ на Тоди, Бенедето заминава с него за да учи Право там. Продължава школовката си в Сполето и дори Париж, завършвайки докторат в областта на Църковните канони и Гражданското право. През 1260 г. става каноник в Тоди, титла с която получава и замъка Сисмано както и прилежащите му земи. След това, последователно става каноник в Лион и Рим.
През 1264 г. придружава кардинал Симон дьо Бри на дипломатична мисия до Франция, а по-късни и кардинал Отобоно Фиечи до Англия (1264 – 1268) за да помогнат в помиряването на крал Хенри III и неговите барони. След завръщането му от Англия има осемгодишен период, в който събитията около живота му остават тайна. След този период, Каетани отново е изпратен във Франция за да наглежда събирането на Църковния десятък през 1276. В същата година започва кариерата си в папската курия като папски адвокат и нотариус. За този период, той получава от църквата седемнадесет бенефиции (парчета земя) като награда за добрата си служба. Повишен е в кардинал-дякон от папа Мартин IV през 1281 г. и десет години по-късно, кардинал-свещеник от Николай IV. Като кардинал често служи като папски легат на дипломатични мисии до Франция, Сицилия, Неапол и Арагон.

## Възкачване на трона
На 13 декември 1294 г., папа Целестин V, до съвсем скоро живял като отшелник в пещера в Абрици, не издържа на бремето на папския пост и подава оставка в Неапол, където временно е преместен папския двор под закрилата на Карл II Сицилиански. До момента подобна постъпка е без прецедент в църковната история и често се приписва именно на кардинал Каетани, за когото се твърди, че го убеждава, че никой смъртен човек не може да изживее живота си без грях. Въпреки това няма никакви сериозни доказателства Каетани да притиска папата да подаде оставка, дори напротив. Известно е, че Каетани е измежду тези, опитващи се да разубедят Целестин V от това да се откаже от папството, а ролята, изиграна от него в самата абдикация, е тази на нотариус и доброжелател.
Но, както и да е, Целестин V се отказва от трона. Конклавът е свикан на 23 декември, десет дена след абдикацията на Целестин V в Каса Нуова, Неапол. На следващия ден, 24 декември 1294 г., Бъдни вечер, е избран кардинал Бенедето Каетани с подкрепата на 2/3 от кардиналската колегия, който приема името Бонифаций VIII. Незабавно премества папската курия в Рим, където е коронован на 23 януари 1295 г. Встъпването му във власт е отбелязано с пищни празненства. Между присъстващите, важна роля играят сицилианския крал Карл II и сина му Карл Мартел, титулярен крал и претендент за унгарския трон. Двамата държат краищата на дългата коронационна мантия на новия папа по време на церемонията, а по-късно, по време на последвалия пир те му сервират първите няколко ястия преди да се присъединят към останалите гости.

## Първи години
За миряните, неочакваната абдикация на папа Целестин V поражда съмнение и съпротива, които заплашват целостта на католическата църква. За да се предпази от схизма, преди заминаването си за Рим, Бонифаций VIII заповядва предшественикът му да бъде задържан и отведен в Рим под надзора на абатите от Монте Касимо. Преди да пристигне в Рим обаче, Целестин V успява да избяга и да се върне за кратко към отшелническия си живот, преди отново да бъде заловен и отново да успее да избяга. Заловен повторно, той е представен пред Бонифаций VIII и затворен, първо в имението му в Анани, а по-късно в двореца Фумоне, Ферентино, където и умира на 19 май 1296 г.
Бонифаций VIII обябвява 1300 г. за юбилейна, призовава вярващите да изкарат две седмици на поклонения в Рим, в които (срещу известна сума) поклонниците получават опрощение за греховете си. Тези юбилеи донасят както голяма печалба за църквата, така и голяма критика. За юбилея Бонифаций VIII поръчва и заплаща реставрацията на голяма част от Рим, най-вече базиликата Св. Петър, базиликата Св. Йоан и базиликата Санта Мария Маджоре.
Добре образован, смятан за един от най-добрите, ако не и най-добрия юрист на своето време, Бонифаций VIII споделя идеите на своите предшественици Инокентий III и Григорий VI за върховенството на църквата, представя най-големите претенции не само към духовната, но и към светската власт в историята на папството. В своята вула от 1302 г., Unam Sanctum, той твърди, че е задължително за спасението на душата, всеки човек да бъде подчинен на римския понтиф, избутвайки папската власт до историческа крайност. С този документ той се старае да обедини християнството под своята власт, да установи мир между християнските владетели и да насочи силите им срещу общия противник-мюсюлманските нашественици. Въпреки добрите си намерения, намесата му в светската власт провокира недоволство, най-вече у император Алберт I Хабсбургски, френския крал Филип IV Хубави и благородническото семейство Колона.
Той взема и участие в развитието на каноничното право, издавайки своята вула Regulae Iuris, изучавана до днес от каноници, за да могат свободно да тълкуват и анализират канони и други форми на църковното право. Regulae Iuris е публикуван в края на сборника Liber Sextus (в VI тома), разпространен от Бонифаций VIII.

## Флоренция
Бонифаций VIII също така се изявява и като умиротворител, служейки като посредник във враждите между италианските кралства, приемайки при себе си посланици от Генуа и Венеция, Сицилия и Арагон, и разбира се Флоренция, където противоречията са най-големи, а враждите, най-жестоки. Във Флоренция властта се поделя между двете партии на Белите Гибелини и Черните Гвелфи, поддръжници съответно на Свещения Римски император и на Папата. Многократно властта е прехвърляна от едната партия в другата, като победителите изпращат победените в изгнание, до следващия преврат организиран от победените. За да постигне мир между враждуващите, Бонифаций VIII изпраща граф Шарл дьо Валоа, брат на френския крал Филип Хубави като свой представител давайки му карт бланш да използва каквито методи намери за удачни, осланяйки се на отличния му военен опит. Валоа пристига във Флоренция на 1 ноември 1301, но вместо да действа като умиротворител, той се отдава на разрушение и грабежи. Като града попада под властта на Гвелфите, голяма част от Гибелините, между които и поетите Данте Алигиери и Гвидо Кавалканти и летописеца Дино Компани, са прокудени от града. За петте месеца на престоя си Валоа не постигат нищо освен да си навлече на себе си и на папата омразата на флорентинския народ.
Като изявен Гибелин, Данте Алигери често атакува в творбите си папата, както в За монархията в която оспорва вулата Unam Sanctum и идеите за върховната власт, така и в Божествена комедия, при срещата си с папа Николай III в осми кръг на Ада при симонистите (т.е. търговците с вята) където папа Николай III е заровен с главата надолу в пясъка, а огнени езици горят стърчащите му над земята нозе. Николай III, не можейки да види новодошлия, решава, че е дошъл Бонифаций VIII за да бъде наказан за алчността си.

## Конфликт с Филип IV
Конфликтът между Бонифаций VIII и Филип IV Хубави идва във време на разширяващи се държави, и желание за увеличаване на правомощията на владетелите. Във Франция, процеса на централизиране на кралската власт и развитието на истинска стабилна държава започва при управлението на кралете от династията Капет. По време на управлението си, Филип Хубави се заобикаля с опитни юристи, и намалява значително участието на Църквата в държавните дела. Когато на духовенството са наложени данъци, за да се финансират войните на кралството, Бонифаций VIII се противопоставя. Вижда облагането като посегателство над изконни църковни права, за това създава булата Clericis laicos през февруари 1297 г., с която забранява облагане на духовни лица без изрично папско разрешение, наричайки подобно облагане кражба и поробване на църквата. Именно с булата Clericis laicos започва истинската вражда. Филип IV се опълчва, като забранява износа на пари, злато, сребро и скъпоценни камъни (в това число манастирските печалби) от Франция и така спира потока от приходи от Франция към папството.
Враждата им достига върха си в началото на 14 век, когато Филип IV започва кампания за свалянето на Бонифаций VIII. В булата си Ausculta Fili („Слушай, сине“, декември 1301) папата призовава краля да го признае смирено като духовен монарх над всички светски монарси. През февруари следващата година този була е изгорена публично в Париж в присъствието на краля и голямо множество. През юни 1302 г. кралят свиква духовенството, благородниците и видните граждани – това е първо свикване на Генералните щати, на което изрично утвърждава първенството на кралската власт пред папската. В допълнение Гийом дьо Ногаре, правен съветник на краля, нарича Бонифаций VIII търговец, крадец, узурпатор и го обвинява за смъртта на папа Целестин V . Друг юрист, Гийом Плезпан, обвинява папата в злоупотреба с финанси, злоупотреба с положение и ерес. Подканват към свикване на Църковен събор, на който Бонифаций да бъде свален и осъден. Това разпалва духовете и в провинциите на кралството плъзват агенти, за да печелят съмишленици.
Папата на свой ред свиква събор в Рим, на който присъстват 45 френски прелати, въпреки забраната на Филип и конфискацията на имуществата им. Бонифаций заплашва краля, че ще отнеме сана му и „ще се отнесе с него като с обикновен слуга“ и на 18 ноември 1302 г. издава един от най-важните документи в историята на папството – булата Unam Sanctum. В нея се заявява, че духовната, както и светската власт принадлежат на папата, и че кралете са подвластни на върховната воля на църквата.
| „ | Има два меча, духовен и светски. И единият, и другият принадлежат на Църквата. Духовният меч е в ръката на папата, а светският меч е в ръката на кралете, но кралете могат да си служат с него само в името и в полза на Църквата, съгласно волята на папата. | “ |

През 1303 г. Филип IV Хубави и Гийом Ногаре са отлъчени от църквата. Въпреки това, Ногаре заминава за Италия и търси помощта на гибелините. На 7 септември 1303 г. Ногаре и Скиара Колона, от рода Колона, и двама кардинали арестуват Бонифаций VIII в резиденцията му в Анани. Бонифаций е арестуван, унижаван и бит от френските рицари.  Жителите на Анани защитават папата, като нахлуват в резиденцията с конница от 400 души, изваждат Бонифаций и го съпровождат до Рим, където умира от преживените вълнения на 11 октомври.
Дори и след смъртта на Бонифации Филип продължава да заплашва, че ще го съди. Може би за да го обезоръжи, конклавът на кардиналите избира за нов папа французин, Климент V, който обявява действията на краля при сблъсъка за „добри, искрени и справедливи“.

## Смърт, погребение и ексхумация
Жестоко бит и унизен от Колона и Ногаре, Бонифаций VIII е задържан за три дена в опустошения си дом. Никой не си прави труда да му носи храна. На него се гледа като на ценна стока, скоро да бъде изправена в Лион където да бъде свален от власт. До 9 септември голяма част от участниците (предимно местни войници) се покайват за отношението си към папата, настоявайки той да бъде освободен. Ногаре е прогонен, а папата е освободен и изпратен в Рим, където и умира на 11 октомври 1303 г. със силна треска заради лошите условия на живот по време на плена си. Според слухове, Бонифаций губи разсъдъка си след като е освободен. Твърди се, че истинската причина за смъртта му е кръвозагуба, след като бил прегризла ръцете си, или мозъчен кръвоизлив след като продължително удрял главата си в стената. Погребан е няколко дни след смъртта си в базиликата Св. Петър в Рим.
През 1605 г. при ремонта на базиликата тялото му е ексхумирано под надзора на Джакомо Грималди. Тялото е извадено от три сандъка, най-горния-дървен, средния – оловен, а най-долния – от борово дърво. Тялото е описано като ‘необичайно дълго’ а ръцете му не носели никакви следи от ухапвания, опровергавайки един от митовете за смъртта му. Тялото му е повторно положено в базиликата, където лежи и до днес.

## Посмъртен процес
След преместването на папството в Авиньон през 1307 г. от папа Климент V, френският крал Филип IV Хубави и Ногаре настояват да бъде започнат процес за ерес срещу покойния папа, надявайки се да очернят името му. Ако бъде обявен за еретик, името му ще бъде зачеркнато от списъка на папи а тялото му ще бъде изровено и изгорено. Процесът започва през 1309 г. като срещу покойния папа са представени обвинения в ерес и содомия, но никое свидетелство не е достатъчно за осъждането на покойника, за това Климент V моли за отсрочка до свикване на Виенския събор в град Виен, през 1311 г. На самия събор, трима кардинали се изправят пред съда, свидетелствайки за морала и достойнството на покойния папа, а двама рицари хвърлят ръкавиците си готови да защитят честта на покойника със сила. Обвинението е отхвърлено и никога повече на е повдигнато.